# سامانتا نوبل
سامانتا نوبل (انگلیسی: Samantha Noble؛ زادهٔ ۱۵ مهٔ ۱۹۸۴) هنرپیشه اهل استرالیا است. وی از سال ۲۰۰۱ میلادی تاکنون مشغول فعالیت بوده است. از فیلم‌هایی که وی در آن نقش داشته است می‌توان به شر نبین اشاره نمود.